# Joe Payne
Joseph „Joe” Payne (ur. 1984 w Tampie w stanie Floryda, zm. w styczniu 2020) – amerykański muzyk, kompozytor, wokalista i instrumentalista. Payne znany jest przede wszystkim z występów w grupie muzycznej Nile, której był członkiem w latach 2005-2007. Występował także w grupie Divine Heresy współpracując wraz z gitarzystą grupy Fear Factory Dino Cazaresem oraz perkusistą Timem Yeungiem znanym z grup Hate Eternal oraz Vital Remains. Był również członkiem zespołów A Sudden Fear, Lust of Decay, Pain After Death i Lecherous Nocturne. Na stałe grał w zespole Domination Through Impurity.
W 2012 roku muzyk został aresztowany pod zarzutem dystrybucji 2900 gramów marihuany w Iredell County. W trakcie przeszukania mieszkania muzyka policja zabezpieczyła trzy sztuki broni palnej, 2900 gramów marihuany o wartości 26 tys. USD oraz 5 tys. USD w gotówce.

## Dyskografia
- Lust of Decay – Kingdom of Corpses (2004, Comatose Music)[9]
- Domination Through Impurity – Essence of Brutality (2005, Comatose Music)[10]
- Lust of Decay – Purity Through Dismemberment (2006, Comatose Music)[11]
- Divine Heresy – Bringer of Plagues (2009, Century Media Records)[12]
- Domination Through Impurity – Masochist (2010, Epitomite Productions)[13]